# 糊精
糊精（dextrin、pyrodextrin）是淀粉的不完全水解产物，有固定的分子通式，但是碳链长短不一定相同。
- 糊精一般为黄色或白色无定形粉末。稍溶于冷水，较易溶于热水，不溶于乙醇和乙醚。
- 糊精可用作黏合剂和药物的賦形劑。
- 糊精遇碘产生红色反应。

一般工業上是由馬鈴薯澱粉的酸水解製得。
糊精在肠道内有利于嗜酸杆菌生长，能减少肠道内细菌的腐化作用。

## 外部連結
- 醫學主題詞表（MeSH）：Dextrins
- EAFUS